# Fischel (Einheit)
Das Fischel war ein Schweizer Maß im Kanton Wallis. Es war gleichzeitig Volumenmaß und Flächenmaß.

## Volumen
Das Fischel war ein Getreidemaß.
- 1 Fischel (alt) = 4 Napf = 25 Liter[2]
- 1 Fischel (neu) = 4 Napf = 20 Liter

An anderen Orten (z. Beispiel Naters) konnte das Fischel 16 bis 16,8 Liter betragen. 

## Fläche
Als Flächenmaß galt 
- 1 Fischel = 156 Klafter = 575 Quadratmeter
- Ausnahmen 1 Fischel = 156 Klafter = 592 Quadratmeter, später 600 Quadratmeter